# Sodomka RPA
Sodomka RPA je model autobusového přívěsu, který během druhé světové války vyráběla společnost Sodomka (pozdější Karosa) ve Vysokém Mýtě.

## Konstrukce
Sodomka RPA je dvounápravový autobusový vlečný vůz (přívěs). Samonosná karoserie, vyrobená ze dřeva a zpevněná ocelovými výztuhami, byla zvnějšku oplechována, v interiéru byla obložena dřevovláknitými deskami. Rošt karoserie byl vytvořen z podélníků z uzavřených profilů. K nim byly elektricky přivařeny příčníky. Obě nápravy měly jednoduchou montáž, přední byla řiditelná. V pravé bočnici se nacházely jedny čtyřkřídlé skládací dveře, ovládané ručně, umístěné přibližně uprostřed délky karoserie. Salón pro cestující byl vybaven příčně uspořádanými čalouněnými sedadly, některé vozy měly naproti dveřím rozšířený vstupní prostor s trojsedačkou umístěnou podélně.

## Výroba a provoz
Výroba prvního typu autobusového přívěsu firmy Sodomka probíhala v letech 1942 až 1943 (podle oficiálních stránek Karosy ale výroba začala již v roce 1938). Zkratka RPA znamená „Reichspost Anhänger“ (v němčině „přívěs Říšské pošty“) a označuje tak dopravce, pro kterého byl tento přívěs původně zkonstruován. V dnešním Česku byly vleky RPA v provozu např. v Olomouci nebo v Brně. Posledně zmíněné město se dokonce stalo prvním městem na území tehdejšího protektorátu, které do provozu zařadilo autobusové vlečné vozy. Do Brna byly dodány tři vozy Sodomka RPA, jeden z nich sloužil po vyřazení v 60. letech jako šatna. V roce 1990 byl objeven v brněnské čtvrti Ivanovice a předán Technickému muzeu. V roce 1999 byla zahájena jeho renovace ve firmě Krnovské opravny a strojírny, kvůli nedostatku finančních prostředků ale byla přerušena. Vzhledem k technologické náročnosti a stavu karoserie (rozsáhlá koroze) byl přívěs v roce 2008 vyřazen ze sbírek muzea.